# دوروجا (آماسیه)
دوروجا (به ترکی استانبولی: Duruca) یک منطقهٔ مسکونی در ترکیه است که در آماسیه واقع شده‌است. دوروجا ۱۷۶ نفر جمعیت دارد.